# 大魏克尔斯多夫
大魏克尔斯多夫是奥地利下奥地利州图尔恩县的一个市镇。总面积43.32平方公里，总人口2894人，人口密度66.8人/平方公里（2005年）。